# Саморуков, Илья Игоревич
Илья́ И́горевич Самору́ков (род. 8 апреля 1981, Самара) — культуртрегер Самары, куратор, арт-критик, литературовед, музыкант, независимый режиссёр. Кандидат филологических наук (2006).

## Биография
Родился в Самаре, в семье Ирины Саморуковой и Игоря Саморукова. Учился в самарской гимназии № 3.

Он родился в больнице Пирогова, где завершил свою земную жизнь самарский купец, меценат и художник Константин Головкин. Учился в здании, которое до 1917-го принадлежало самарскому книготорговцу Соломону Гринбергу. А разговаривали мы с ним в особняке, который архитектор Александр Зеленко построил для первой красавицы предреволюционной Самары Александры Курлиной.
— Светлана Внукова
В 2003 году окончил филологический факультет Самарского государственного университета (2003). Там же окончил аспирантуру, защитив диссертацию на тему «Массовая литература: проблема художественной рефлексии» (2006).
Будучи ещё аспирантом, принимал участие в многочисленных круглых столах и научных, художественных дискуссиях. Выступал с докладами на научных конференциях, среди которых международная научная конференция «Граница как механизм смыслопорождения» (Самара, июнь 2003), вторая международная научная конференция «Литература в контексте современности» (Челябинск, февраль 2005), всероссийская научно-методическая конференция «Движение художественных форм XX-XXI веков» (Самара, июнь 2005), международная конференция «Морфология страха» (Самара, апрель 2005), всероссийская конференция «Литература и кино: парадоксы диалога» (Самара, октябрь 2005).
В 2005—2006 годах — преподаватель «Школы кураторов и культуртрегеров» при Самарском государственном университете.
В 2008 году вошёл в состав авторов и составителей универсального издания «Энциклопедия Самарской Области».
С 2006 по 2016 год — преподаватель Самарского государственного университета. Читал курсы «История зарубежной литературы» и «Социология литературы».
С 2008 по 2012 год — доцент Самарского государственного технического университета.
В 2008 году придумал уникальный проект «Принуждение к интерпретации», который успешно по настоящее время реализовывает.
С 2008 по 2010 год — арт-критик, заместитель редактора в журнале «Город».

Журнал «Город» для меня когда-то был лучшим бумажным медиа. Мне довелось там работать и с командой «Города» мы выпустили наверное где-то 15 номеров. Этот журнал создавал сообщество. Я там знакомился с людьми, которые становились потом моими близкими друзьями. Опубликовать там можно было, что угодно, если материал был интересный и дышал современностью. Даже удивляюсь, как можно было каждый месяц находить столько тем и интересных людей. Там не боялись ни цинизма, ни интеллектуализма, ни панка, ни гламура. «Город» был школой для меня. До сих пор листаю старые номера.
— Илья Саморуков
В 2009 году стал стипендиатом программы Stuttgarter Kunstverein (Художественная ассоциация Штутгарта)
В 2010-2014 годах — участник арт-группы «Лаборатория» (совместно с Владимиром Логутовым, Андреем Сяйлевым, Константином Зацепиным и Олегом Елагиным, Александром Лашманкиным), которая вошла в историю самарского искусства перформансом «Сообщение» 2010, кураторством Галереи одной работы. Группа сформулировала критерии оценки произведения современного искусства. Группа определила культурный ландшафт Самары на последующее десятилетие.
В 2010 выступает активным участником литературного проекта Самары «Внеклассном чтении», в качестве эксперта.
В 2010 становится заместителем директора по научной части Самарского литературно-мемориального музея имени М. Горького. На этом посту вносит новые форматы работы с аудиторией, трансформирует образ музея в культурном пространстве города.
С 2011 года принимает участие в Молодежном Форуме «ИВолга» / Youth Forum «IVolga», как руководитель направления «Творческие индустрии», лектор, коуч, куратор.
С 2012- по настоящее время — научный сотрудник Музея Модерна. За время работы Саморукова Музей Модерна стал одной из важнейших художественных институций Самары. Автор лекционных циклов, посвященных эпохе модерна. Илья Саморуков промоутировал нонконформистское современное искусство и принимал участие в становлении масштабных городских акций «Ночь музеев» и «Ночь искусств».
В 2013 году выступил одним из организатором Фестиваля идей в Музее Модерна, с дальнейшим развитием проекта в виде Музея Идей.
В 2013 году стал лауреатом премии портала «Большая деревня» — «Арт-менеджер года».
В 2014 году разрабатывал совместно с Константином Зацепиным концепцию Музея рок-н-ролла ZVEZDA (Самара). Музей планировалось открыть в 2015—2016 гг.
В 2014 году вошел в топ 50 журнала Собака.ru «Самые знаменитые люди Самары и Тольятти» в номинации «искусство».
В 2016 герой перформанса Маши Крючковой «Новая папка. Поврежденный файл». Данная художественная акция стала самой обсуждаемой в художественной среде Самары, поразив зрителей автобиографичностью и уровнем рефлексии.
В 2017 году 8 апреля в Самаре открыл совместно с Татьяной Почтенной галерею современного искусства «Дневник»
В 2017 году совместно с Татьяной Почтенной вошел в топ 50 журнала Собака.ru «Самые знаменитые люди Самары и Тольятти» в номинации «искусство» с проектом — Галерея современного искусства «Дневник». С этим же проектом номинирован на АРТ ГОДА портала «Большая Деревня».
В 2017 занял второе место в номинации «Нестандартный музейщик» в конкурсе профессионального мастерства музейных работников в регионах Приволжского федерального округа на Совете музеев Приволжского федерального округа, который состоялся в Казани.
Создатель и лидер музыкальной группы Cold War Party. Также играл в панк-группе DOOZERS.

Мы стали одной из первых серф-групп в Самаре. Сейчас есть ещё одна — The Spoon Box. Её лидер слушал нашу музыку, как кто-то слушает западные группы. Мы намеренно играли инструментальный примитив, потому что наши музыкальные и умственные способности позволяли это. Мы относились к занятию как к хобби, но были те, кто слушал наши записи всерьез, и это приятно осознавать. Музыканты перебрались в другой город, и группа была заморожена. Сейчас снова начали репетировать. Музыка стала ещё более современной: мы оставили легкие интонации серфа, но добавили минималистских и нео-джазовых элементов. Мы, конечно, концертная группа. Для меня важно, что ходы, которые мы используем, некоторые самарские группы уже использовали. Хочется, чтобы музыкальный язык был узнаваем, чтобы в нём было место поиску. Но эта вся экспериментальность должна быть слушабельной. Я люблю нойзовые концерты, но танцы перед сценой я люблю больше.
— Илья Саморуков
В настоящее время старший научный сотрудник Научно-образовательного центра «Литературные конструкции в художественных мирах искусства XX и XXI вв.»Самарского государственного университета
Как спикер и куратор участвовал в многочисленных международных и региональных поэтических фестивалях и книжных выставках.
Активный участник культурной жизни столицы региона. Ведёт светский образ жизни, его появление на открытии выставки или мероприятии является индикатором для культурного сообщества города Самары. Иногда выступает в роли диджея и даёт диджей-сеты в Самаре и Москве.
Живёт и работает в Самаре.

## Профессиональная деятельность
Организовывал лектории о современной поэзии, вечера концептуальной поэзии, панельные дискуссии на художественных выставках.
Представитель филологической школы (Константин Зацепин, Андрей Рымарь, Сергей Баландин) критики современного искусства.
Неоднократно выступал с обзорами самарского искусства в художественных институциях.
Вывел на художественную сцену Самары и оказал большое влияние на следующих художниц:
— Асю Фетисову;
— Анфису Доброходову:
— Машу Крючкову (самые резонансные отношения в арт-тусовке последнего десятилетия).
Сфера научных интересов:
- Массовая литература
- Искусство XX—XXI вв.
- Российское искусство XXI вв.

Преподаватель в проекте Школа Авангарда галерии Виктория.
В 2016 выступал ведущим в Клубе любителей кинематографа и медиаискусств «Треугольник» (ЦРК «Художественный» им. Т. А. Ивановой, ул. Куйбышева, 103/105, Малый зал) проекта: «В искусство через кино». Дискуссионные вечера".

## Проект «Принуждение к интерпретации»
С 2008 идеолог и куратор проекта «Принуждение к интерпретации».
Идея проекта: Нескольким людям из различных социальных страт предоставляется возможность интерпретировать произведения современного искусства. Работу для интерпретатора выбирает куратор проекта. Интерпретацией может быть какая угодно реакция реципиента на работу: искусствоведческое объяснение, простое описание собственной оценки или же создание «конгениального» произведению текста. Главное условие — публичное представление своей интерпретации. Зрители смотрят на работу художника и слушают закрепленного за этой работой интерпретатора. В финале «Принуждения» зрители голосуют за лучшую по их мнению работу и лучшую интерпретацию. Такая форма организации восприятия произведений искусства противостоит традиционным выставкам, где у зрителя нет никакого «обязательства» смотреть на искусство. Одним из девизов проекта был слоган: «Искусство — не банкет, а работа мысли». Каждая работа и каждая интерпретации становится событием, а не просто фактом бесчисленного умножения образов. Проект направлен на то, чтобы утвердить в сознании зрителя идею, что искусство — публичная практика, а не лаборатория в «башне из слоновой кости».

Я придумал его в 2008 году, когда мне предложили что-то сделать для Самарского литературного музея. Я тогда много ходил по выставкам и не понимал, почему на них почти ничего не говорят о работах. Мне казалось, искусство обязательно должно как-то обсуждаться. Я придумал, как. В чём-то использовал свой скромный преподавательский опыт. Искусство — для всех. Даже если зритель его не понимает, он его воспринимает. И мне хотелось, чтобы вокруг искусства не утихали споры — публичные и желательно офф-лайн. Стало интересно, что скажет о конкретном объекте тот, кто искусством не увлекается. Я искал знакомых, готовых публично интерпретировать произведение, причем созданное самарскими художниками. Получилось нечто среднее между лекцией, шоу и выставкой. Чтобы создать эффект соревновательности, я предлагал зрителям оценивать и произведение искусства, и его трактовку. Важно, что интерпретация в моем понимании — любое высказывание о произведении. Гости могли задать вопрос интерпретатору, а вот автору работы слово не предоставлялось. Он как бы уже высказался своей работой. «Принуждение» оказалось довольно удобной формой, но часто проводить его было нельзя. Нужно, чтобы работы созрели. К тому же я считал важным проводить акцию на разных площадках. Кроме самарских: Литературного музея, «Арт-Пропаганды», «Арт-Центра», Музея модерна, я делал «Принуждение» в Штутгарте, Санкт-Петербурге и Перми. Однако всегда брал работы самарских авторов, дабы популяризировать локальное искусство. Сейчас я провожу такую встречу раз в год.
— Илья Саморуков
Хронология проекта:
2017 — «Принуждение к интерпретации», Москва, выставка «Оргия вещей» мастерская Фонда Владимира Смирнова и Константина Сорокина в рамках параллельной программы VII Московской международной биеннале современного искусства
2014 — «Принуждение к интерпретации», Москва, на выставке «Не Музей. *Лаборатория эстетических подозрений». Арт-пространство «Новая Индустрия», г. Санкт-Петербург.
2013 — «Принуждение к интерпретации», «Музей Модерна»,Фестиваль идей, Самара.
2011 — «Принуждение к Интерпретации». Пермский вариант
2010 — «Принуждение к интерпретации — 3», «Арт-Центр», Самара.

Принуждение к интерпретации выставленных объектов, которое в Самаре в третий раз представил Илья Саморуков, было самым успешным и одновременно идеологически синкретичным из всех предыдущих принуждений. В числе интерпретаторов выступили: нищий даос критик Андрей Рымарь, поэт и футбольный обозреватель, либерал Сергей Лейбград, профессор филологии из госуниверситета Ирина Саморукова, православный священник отец Амфиан, марксист Роман Черкасов, радикальный поэт Георгий Квантришвили. Все они — интерпретировали представленные художественные работы, демонстрируя публике, как культурная функция, состоящая в наделении бытия смыслом, реализуется ими — опытными жрецами и магами.
— Александр Лашманкин
2010 — «Принуждение к интерпретации», Европейский Университет, Санкт-Петербург.
2009 — «Принуждение к интерпретации», Штутгарт.
2009 — «Принуждение к интерпретации-2», КЦ «Арт-Пропаганда», Самара (Художники: Андрей Сяйлев, Евгений Чертоплясов, Татьяна Пудова, Олег Елагин, Светлана Шуваева, Саша Во, Александр Зайцев, Ася Фетисова и др. Интерпретируют: Сергей Баландин, Александр Апполонов, Татьяна Симакова, Габриэль Сайеж, Олег Федоров и др)
2008 — «Принуждение к интерпретации-1», Самарский литературно-мемориальный музей им. М.Горького, Самара (Художники: Владимир Логутов, Роман Коржов, Неля Коржова, Сергей Баландин, Олег Елагин, Кузьма Курвич, Фрол Веселый, Евгений Бугаев, Анатолий Гайдук. Интерпретаторы: Виталий Лехциер, Александр Уланов, Константин Зацепин, Александр Лашманкин и другие).

Первое проходило в декабре 2008 года в литературном музее им. Алексея Толстого. Было представлено восемь работ. Это были произведения самарских художников Владимира Логутова, Фрола Весёлого, Евгений Бугаева, Олега Елагина, Романа и Нели Коржовых, Сергея Баландина и других авторов. Интерпретировали работы поэт и философ Виталий Лехциер, поэт и критик Александр Уланов, журналист Александр Лашманкин, студент химического факультета Антон Тюрин, работник нефтяной промышленности Алексей Зайцев и др.
— Илья Саморуков

## Кураторская деятельность
Куратор многочисленных проектов в рамках акций «Ночь в музее», «Ночь искусств», «Ночь модерна».
2017
- выставка «Оргия вещей» мастерская Фонда Владимира Смирнова и Константина Сорокина в рамках параллельной программы VII Московской международной биеннале современного искусства[102][103][104][105]
- однодневная выставка «Галерею волжского мема» «Большая Деревня» и галерея современного искусства «Дневник» . В рамках самарской квартирной триеннале[106]
- фестиваль нового документального кино BeatFilmFestival (Самара)[107][108].

2016
Выставка «Интеракция. Интервенция. Интерьеры» Музей модерна, Самара
2015
выставка «Have a good time» проект «Художественный фонд» Средневолжский филиал Государственного центра современного искусства, Самара (совместно с Владимиром Логутовым)
2014
выставка «Поиск коровы» Музей модерна, Самара

## Художественная деятельность
2009 — хеппенинг-шутка "Приход Ильи Саморукова на "Вечер перформансов № 2 " галерее «XI комнат»
2010 — проект «Гомункулус» галерея Oberwelt , Штутгарт
2011 — выступление на презентации журнала «Белый Человек» (8- й номер) 3 марта, Самарский Литературный музей
2014 — участник Ледовое биеннале.
2016 — Мария Крючкова, Илья Саморуков (Россия), проект «Love. Exchange», Ширяевская биеннале.
2016 — работа «Вероятностная модель будущего самарского искусства» в рамках выставки «Самонедостаточность». Галерея «Виктория». Самара.
2017 — инсталляция «Последние вещи империи» Музей модерна, Самара. В одном из малых залов музея зрителям предстала пространственная композиция из предметов прошлого века. Экспозиция посвящена событиям 1917 года в России.
2017 — совместно с Николай Кислухин, аудиоперформанс «Несколько нот и гармоний», Самара, Музей Модерна,
2017 — совместно с Олегом Захаркиным, документальный сериал Postrave. В основу документального сериала легли любительские съёмки с арт-тусовок, которые Илья наснимал на свой планшет с 2014 до 2016 года: то есть, около тысячи видео. На документальные кадры попали художница Маша Крючкова, художник Дмитрий Жиляев, поэт Роман Мнацаканов, музыканты Павел Куприянов, Арсений Марушев и Полина Хвостова, философ Олег Горяинов, диджей Витя Цой, философ Боря Клюшников и многие другие.

Персонажи — это, в основном, художники в современном понимании этого слова, artists. А локации — квартиры, галереи, улицы, бары, подвалы. Места, где эти художники собираются вместе. Именно в этих местах я рефлекторно включал камеру с планшета.
— Илья Саморуков

## Арт-группа «Лаборатория»
В арт-группу входят шестеро художников и арт-критиков — Владимир Логутов, Константин Зацепин, Илья Саморуков, Андрей Сяйлев, Олег Елагин и Александр Лашманкин.
В 2010-2014 годах — участник арт-группы «Лаборатория» (совместно с Владимиром Логутовым, Андреем Сяйлевым, Константином Зацепиным и Олегом Елагиным, Александром Лашманкиным), которая вошла в историю самарского искусства в частности перформансом «Сообщение» 2010.  Перформанс получил широкий общественный резонанс.

Объединились в проект «Лаборатория» и собрали самарцев на лекцию об искусстве. Когда гости расселись по местам, к ним вышла девушка и объявила, что прочтет доклад о художественном движении Флюксус середины XX века, изобретавшем антиискусство. Между делом докладчица включала записи музыкальных экспериментов Джона Кейджа и, танцуя, снимала с себя элементы одежды. Раздевшись до трусов и пофлиртовав с публикой под Sonne statt Reagan Йозефа Бойса, героиня покинула зал. Оказалось, что это была специально нанятая «Лабораторией» стриптизерша. А всё действие, пародируя манеру Флюксус, оказалось ироничной инсценировкой «наслаждения» от творчества. Через год эта же стриптизерша отправилась на фестиваль «Белые ночи» в Перми, где под руководством все той же «Лаборатории», раздеваясь, делала доклад о самарском современном искусстве, но теперь её слушателями были представители правительства Пермского края и других регионов, входящих в «Культурный альянс».
— Владимир Стасов
Группа сформулировала критерии оценки произведения современного искусства.
Ноябрь 2010 — Владимир Горохов и проект «Лаборатория» (Владимир Логутов, Андрей Сяйлев, Илья Саморуков, Константин Зацепин, Александр Лашманкин). «наши с вами стихи». перформанс.
15.06.2010 — Проект «Лаборатория» (Владимир Логутов, Андрей Сяйлев, Илья Саморуков, Константин Зацепин, Александр Лашманкин) и «Галерея одной работы» представляет «Сообщение».
2014 — групповая выставка «Не Музей. *Лаборатория эстетических подозрений» в рамках параллельной программы европейской биеннале современного искусства Manifesta 10.

## Лекции
2010
Лекция "Понятие дрейфа у Ги Дебора"
2012
Цикл лекций о Public-art «Региональный ситуционизм: искусство оставаться в своем городе» . Музей им. П. Алабина. региональный фестиваль граффити «Мир без границ»
2013
Лекторий «Формы и смыслы модерна», Самара, Музей Модерна
2015
«Смотреть и слушать», фестиваль «Самодеятельность», Самарский литературный музей
Лекция-перформанс «Косноязычие диегезиса» Самарский литературный музей, в рамках проекта «Летний университет реализма».
2016
«ЛЕФ: факт и труд вместо искусства»; фестиваль «Маяковщина», Самарский литературный музей
Культурный БУМ! | Молодежный форум «iВолга-2017»
ретроспектива Райнера Вернера Фассбиндера Кто такой молодой художник?" СОИКМ им. Алабина, Самара
2017
Авторский лекционный курс «Другие», Музей Модерна, Самара. Авторский проект Ильи Саморукова, который рассказывал о наиболее интересных личностях к. XIX — н. XX века, чьи идеи повлияли на дальнейшее развитие культуры, искусства, философии.
Цикл «От модерна до современности».
2018
«Искусство будущего» Фестиваль будущего, Самара,  Галерея «Виктория»

## Оценка творчества
Исследователями ставится в один ряд со следующими авторитетными исследователями проблем массовой литературы: М. П. Абашевой, М. В. Загидуллиной, Н. А. Кузьминой, О. Ю. Осьмухиной, И. Л. Савкиной, М. А. Черняк

Тебя называют серым кардиналом самарского современного искусства.
— Татьяна Симакова

## Семья
мать — Ирина Саморукова

Первые пять лет я жил на проспекте Ленина. В козловском доме. Его построили для работников космической промышленности, а у меня с ней оба деда были связаны. Они инженеры. Владимир Михайлович Ромашкин и Петр Павлович Саморуков, который даже с Королевым работал.
— Илья Саморуков
сын - Лука (2019)
жена - Софья Саморукова (2019)

## Цитаты
- Я бы хотел, чтобы вообще все были художниками[147].
- Нужно делать выставки, которых не было раньше: они должны либо отвечать на современный запрос, либо совершать челлендж. Идея «все вторично» обманчива: всегда можно сделать то, что не делал никто до тебя, по крайней мере, в Самаре[36].
- Мажорная тональность песни «Эх, Самара-городок!» добавляет к её смысловому фону интонации отчаянной радости. Мы поём, когда нам неспокойно. Когда мы приходим на вокзал и слышим знакомые ноты, беспокойство уже начинается. Это самарское беспокойство будет в нас, пока звучит эта песня. И есть ощущение, что в последнее время она напоминает о себе всё чаще[148].
- Бегбедер приехал в том числе для того, чтобы напомнить нам об этом без ложного пафоса. Его в некоторых кругах принято ругать. Мол, средний писатель, тусовщик. Но попробуйте написать роман, который будут читать миллионы. У человека есть талант сделать так, чтобы вокруг было весело. И этот человек не музыкант, не фокусник, а писатель[149].
- Был как-то сон, что Путин — хороший. О чём говорили — не помню, но он внимательно слушал, отвечал, и я не чувствовал никакого унижения, никакого свойственного русской душе подобострастия перед высоким чиновником[150]
- Гнойный пугает так, чтобы не страшно было. Символист Бальмонт в начале XX века призывал «быть как солнце», футурист Кручёных готов был вообще его победить ради модернисткой утопии, а рэпер Слава КПСС показывает мир, где главной утопией становится смерть. Другой вопрос: почему русский рэпер не даёт надежды? Вот в таких случаях уместно использовать слово постмодернизм. Рэп после модерна[151].
- Живопись — это искусство прошлого. Для консервативного, наивного или не посвященного в работу системы современного искусства зрителя живопись — это и есть искусство. В массовом сознании художник, даже в XXI веке, после Дюшана, Бойса, Абрамович, — это прежде всего живописец. Художник может не быть живописцем, эта возможность уже признана, но живописец — полноправный владелец статуса художника. Чтобы доказать кому-то (или себе), что ты художник, надо начать рисовать картины[152].
- Был недавно в Петербурге, зашел в бар, где проходят рэп-баттлы. «1703» он называется, это дата основания Петербурга. Зашел и не обнаружил ничего, что бы свидетельствовало о том, что именно здесь проходят те самые баттлы. Когда ты их смотришь в ютьюбе, кажется, что все происходит в огромном зале. А это очень маленький бар. И ты сидишь там и понимаешь, что в данном случае дело не в месте, что баттл существует прежде всего в интернете. Вообще, я никогда не думал, что рэп меня заинтересует как исследователя литературных практик. Но культуру, которая охватывает миллионы, не проигнорируешь. А культура предполагает ощущение города. И я зашел в этот бар. Зашел с друзьями, самарцами, которые живут в Петербурге. Самарцев там, кстати, много. И много их и в Москве. Целая диаспора. И даже есть место, где проходят встречи этой диаспоры. Бар в центре города, на Петровке. «Untitled» называется. «Без названия». И там — столы, на столах — газета, сушёная рыба, пиво, и сидят люди. И даже не обнаружив знакомых, ты точно знаешь, что это самарцы, волжане[1].

## Интересные факты
В 2010 году во время перформанса «Россия» Сергея Баландина Илья упал в обморок. Одновременно с видеопроекцией, показывающей запись перформанса «Россия» в исполнении Баландина, в реальном времени его осуществлял Илья Саморуков. По замыслу авторов, у героя этого перформанса берут кровь из вены. В этот момент от её вида Саморуков потерял сознание, после чего чувств лишился и один из зрителей. В этот момент в галерее находился врач, благодаря которому Илья очнулся, и начатое было завершено.
В 2012 декламировал стихотворение Иосифа Джугашвили на Всемирном Дне поэзии в Струковском парке
Участник курьезных историй с самарским казачеством.
В 2013 году взял интервью у Веры Кичановой, которое вызвало широкий общественный резонанс.
В 2015 составляет афишу на неделю для портала «Другой город» «ЧТО ДЕЛАТЬ? Регги, поэты в образе, урок сценарного мастерства и другие события недели: выбор Ильи Саморукова»
В 2015 году сформулировал 10 тезисов о Сергее Баландине, как о художнике и кураторe.
В 2016 провел анализ самой известной самарской песни «Эх, Самара, городок»
В 2017 Илья Саморуков подарил Славе Гнойному книгу Г.В Плеханова на концерте в Самаре.
Портрет Илья Саморукова кисти художника Фрола Веселого экспонируется в Cloud Cafe в Самаре.